# Złożenie Chrystusa do grobu (obraz Adriaena van der Werffa)
Złożenie Chrystusa do grobu (niderl. De graflegging van Christus) – obraz olejny na miedzi, przypisywany holenderskiemu malarzowi Adriaenowi van der Werffowi, znajdujący się w Muzeum Narodowe we Wrocławiu (nr inw. VIII-1746). 

## Opis obrazu
Obraz przedstawia popularną scenę opisaną w Ewangelii Marka (Mk 15,46) oraz w apokryficznych pismach m.in. w Opowiadaniu Józefa z Arymatei: Jezus Chrystus po zdjęciu z krzyża zostaje ułożony na całunie przed przeniesieniem do grobu widocznego po lewej stronie w tle. Przy ciele Chrystusa, wzdłuż głównej diagonali kompozycji, w czerwonym zwoju stoi Józef z Arymatei, a u stóp klęczy w czerwonym płaszczu Jan Ewangelista. Z prawej strony, na tle ciemnego tła wyróżnić można jeszcze trzy postacie: w ciemnobłękitnym płaszczu pochyla się Maria, za nią w złocisto-zielonej sukni stoi Maria Magdalena i trzecia niewiasta. Postać Chrystusa jest wzorowana na antycznych rzeźbach i modelowana szarym laserunkiem.      

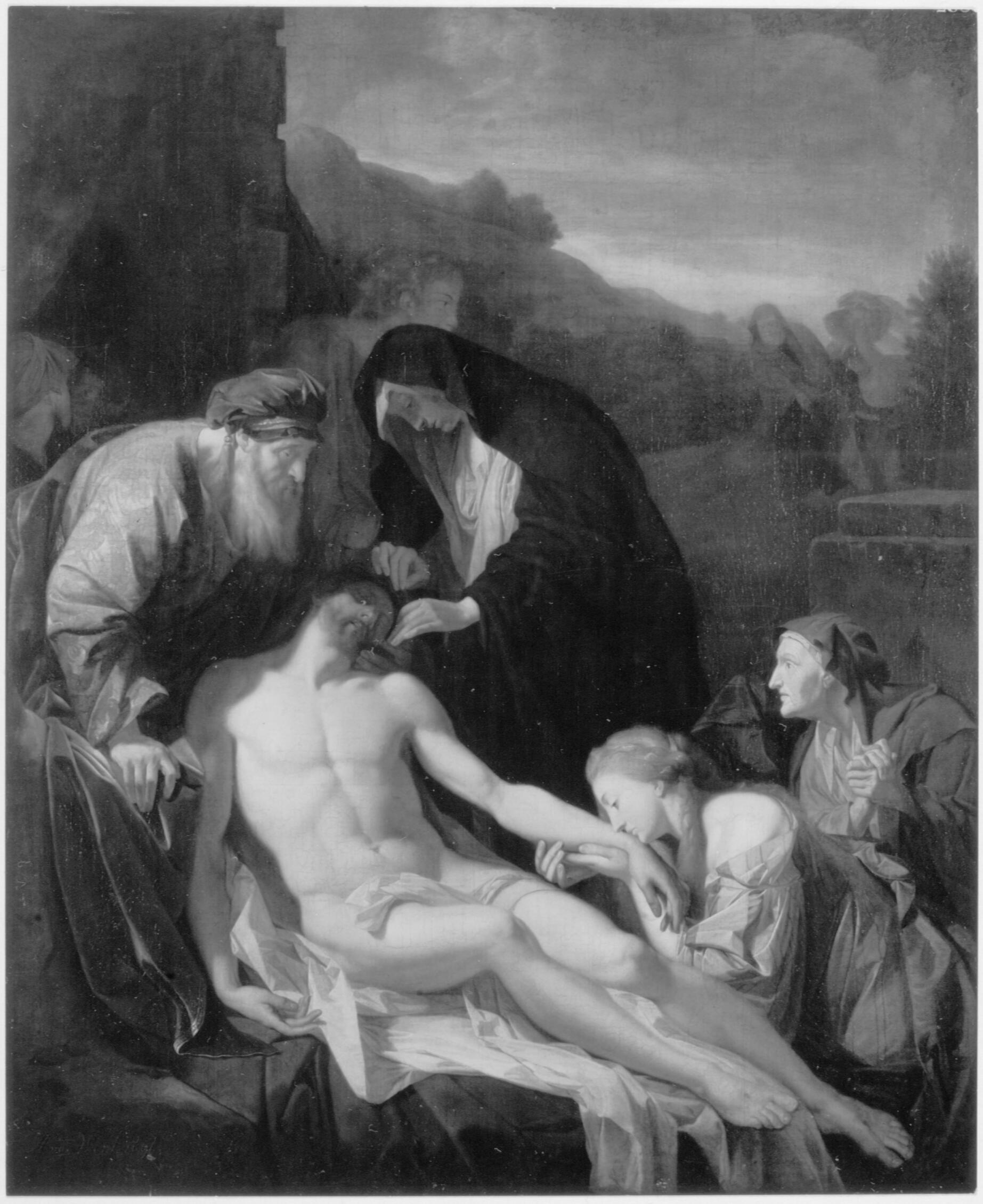
Złożenie Chrystusa do grobu, wersja z Amstelkring Museum w Amsterdamie

## Inne wersje obrazu
W 1703 roku Werff namalował pierwszą wersję Złożenia Chrystusa do grobu (obecnie w zbiorach monachijskiej Pinakoteki), która wyniosła go do stanu szlacheckiego oraz dała mu wielkie uznanie elektora Palatynatu Reńskiego Jana Wittelsbacha i zamówienie całego cyklu zwanego Misterienbilder. Barbara Gaehtgens, monografistka twórczości Werffa, wymienia dwanaście różnych obrazów tego artysty o podobnej kompozycji. Dwie wersje są sygnowane: wspomniany obraz z monachijskich zbiorów i z petersburskiego Ermitażu. Obraz z wrocławskiego Muzeum Narodowego jest czwartym powtórzeniem obrazu ze zbiorów w Ermitażu (dwie pozostałe znajdują się w The Phoenix Art Museum i w Museum Boijmans Van Beuningen w Rotterdamie). Od wersji monachijskiej wyróżnia go większa zależność od prawzoru figury Chrystusa, a mianowicie rysunków rzeźb antycznych Cornelisa van Poelenburcha. Mimika osób jest bardziej powściągliwa, gesty bardziej stylizowane; św. Jan podtrzymuje rękę Chrystusa podobnie jak Maria Magdalena na obrazie z Pinakoteki.        

## Proweniencja
Obraz został zakupiony przez wrocławskie Muzeum Narodowe w Salonie nr 1 antykwariatu "Desa" w Warszawie w 1967 roku.